# Frédéric Collignon
 Frédéric Collignon (* 13. Dezember 1975) ist ein belgischer Tischfußballspieler. In seiner aktiven Zeit gewann Collignon auf allen wichtigen Tischen insgesamt über einhundert Weltmeistertitel.

## Familiäres und erste Erfolge
Frédéric Collignon wurde in eine bereits Tischfußball begeisterte Familie geboren. Sein erster Trainer und aktiver Förderer seiner Karriere war Vater Francis Collignon, ebenfalls Tischfußballspieler der Master-Klasse und Gewinner der Belgischen Meisterschaft im offenen Doppel 1975 und 1977. Auch die Mutter war leidenschaftliche Spielerin, so dass Frédéric seine Eltern von Kindheit an auf Turniere begleitete.
Frédéric Collignon bestritt sein erstes Turnier im Alter von 11 Jahren, die regelmäßige Teilnahme an Wettkämpfen begann 1991 im Alter von 15 Jahren. In diesem Jahr gewann er erstmals die Belgischen Meisterschaften in seiner Altersklasse. Zwischen 1994 und 2004 traten Vater und Sohn auf regionalen Turnieren in der Doppelformation an, bedeutende Siege der Vater-Sohn-Formation sind u. a. der Gewinn der Europäischen Meisterschaften in Borgloon (Belgien) 1999 und 2002–2004; der Dutch Open und der Open Eurosoccer im Jahr 2004. Erfolge innerhalb der Familie feierte Frédéric auch im gemischten Doppel mit seiner Freundin Ingrid Hauben. Im Jahr 2006 gewann das Paar drei Turniere der Top-Kategorie: Die Bonzini Weltmeisterschaft in Frankreich; die P4P Weltmeisterschaft (Lehmacher) in Deutschland sowie die Garlando Meisterschaft in Österreich. 1997 gewannen Francis Collignon und Maurice Hauben – Vater von Freundin Ingrid und langjähriger Präsident des belgischen Tischfussballverbandes – das Senioren-Doppel der Belgischen Meisterschaft.

## Internationale Karriere
Angesichts der hauptsächlich von den Produzenten der Spieltische finanzierten großen Turniere und den dadurch zergliederten Spielsystemen, vor allem aber durch das im Vergleich zu anderen Sportarten marginale Publikumsinteresse und die dadurch begrenzten Verdienstmöglichkeiten im Tischfußball zählt Frédéric Collignon zu den wenigen wirklich internationalen Spielern. Hervorzuheben ist dabei seine Dominanz sowohl auf den großen europäischen als auch den weit höher dotierten großen Turnieren in den USA. Die höheren Preisgelder und die weitgehende Konzentration der amerikanischen Spieler auf nur einen Tischtyp (Tornado) führen dazu, dass wesentlich mehr europäische Spieler auf amerikanischen Turnieren vertreten sind als umgekehrt. Diese Umstände bilden sowohl Vorteile (Reisefinanzierung, Flexibilität) als auch Nachteile (mangelnde Spezialisierung) für Collignons Sonderstellung.

### USA
Seinen auch in den USA anerkannten Ruf als weltweit bester Spieler trugen ihm vor allem die schon heute als legendär geltenden Erfolge auf dem bedeutendsten Turnier der Welt ein, der jährlich vom amerikanischen Tischfußballverband (USTSA) organisierten World Championships mit Preisgeldern (gesamt) von über 100.000 US$. Konnte in der Geschichte dieses Turniers bis auf Steve Murray im Jahr 1987 kein weiterer Spieler einen sogenannten Triple-Sieg – d. h. Erfolge im Einzel, Doppel und gemischten Doppel – erringen, so gelang Collignon dies in den Jahren 2000, 2002, 2004, 2007 und 2012 bereits 5-mal. Insgesamt kommt Collignon von 1996 bis heute auf 20 Einzeltitel dieses in Spielerkreisen als wahre Weltmeisterschaft gehandelten Turniers. Beim zweitwichtigsten amerikanischen Turnier, dem Hall of Fame Classic gewann Collignon von 2003 bis 2009 von 17 Wettbewerben 9 und belegte 3-mal den zweiten Platz.

### Europa
In den letzten Jahren wie auch in der jüngsten Vergangenheit dominiert Collignon die europäischen Turniere in beispielloser Form, wie ein Blick auf die Erfolge der Turnierserie 2006 belegt: So sicherte er sich auf der in Österreich ausgetragenen Garlando Weltmeisterschaft (Juli 2006) im Einzel so wie mit den Partnern Allalou, Hauben, Metten und Sebesta die Titel in 6 Kategorien, bei der in Göppingen  ausgetragenen P4P Weltmeisterschaft sowie der in Borgloon ausgetragenen Europäischen Meisterschaft (beide Juni 2006) jeweils 5 Titel und der in Paris ausgetragenen Bonzini Weltmeisterschaft (Mai 2006) 4 Titel. Im Jahr 2007 gewann Collignon alle 5 weltweiten Turniere der ITSF World Championship Series auf Bonzini, Tecball, Roberto Sport, Garlando und Tornado, auch 2008 siegte er in Paris (Bonzini) in allen Disziplinen.
Bei den Weltmeisterschaften der ITSF-Tische in den USA (Tornado), Frankreich (Bonzini), Deutschland (Tecball), Österreich (Garlando) und in Italien und der Schweiz (Roberto Sport) gewann Collignon von 2004 bis 2012 im offenen Einzel 27 von 34 Titeln. Die in Nantes ausgetragene ITSF Weltmeisterschaft im Januar 2010 markiert eine leichte Zäsur in Collignons bis dahin ungebrochener Dominanz auf Multi-Table-Turnieren. So musste sich das Doppel Collignon/Dehoest im Finale den Amerikanern Gummeson/McMillian geschlagen geben. Auch im Einzelfinale unterlag Collignon dem Weltranglistenzweiten Ryan Moore. In den folgenden beiden Jahren errang er aber wieder 2 Einzel- einen Doppel- sowie 2012 mit dem belgischen Team auch den Mannschaftstitel.
Auf der international sehr stark besetzten P4P-Weltmeisterschaft im Juni 2010 verlor Collignon zwar seinen Einsatz im Nationencup, siegte daneben allerdings – oft nach Rückstand – in allen 5 ausgetragenen Disziplinen. Im Zeitraum 2002 bis 2012 nahm Collignon an 36 P4P-Turnieren teil. In dieser weltweit teilnehmerstärksten Turnierserie trat er in diesem Zeitraum 127-mal in Wertungsdisziplinen an, von denen er bis auf 4 alle gewann.

## Stil und Stärken
Die wichtigste Voraussetzung für Collignons universale Spielstärke wird in seiner hohen Anpassungsfähigkeit an unterschiedliche Tische gesehen. Nach eigener Aussage gewann er bislang wichtige Turniere auf 10 verschiedenen Grundtypen. Für besonderes Aufsehen sorgte dabei, dass es ihm gelang, seinen effektivsten Schuss, den in Europa sehr verbreiteten, jedoch bis vor wenigen Jahren in den USA weitgehend unbekannten vorn geklemmten Pin-shot auf dem amerikanischen Tornado anzuwenden. Obwohl diese Technik dort wesentlich schwieriger zu handhaben ist als auf europäischen Soccer-Tischen, folgten einige amerikanische Leistungsspieler Collignons Beispiel und wechselten auf diese Technik. Auch hier muss vorerst offenbleiben, ob es nun der Vorteil der auf europäischen Tischen besser zu erlernenden, jedoch grundsätzlich überlegenen Technik ist, oder aber Collignons einzigartige Fähigkeit, diese Technik auf höchstem Niveau auf den Tornado zu übertragen. Die Tatsache, dass bis heute kein amerikanischer Elitespieler den Pin-shot spielt, spricht für Collignons Ausnahmetalent.
Seine Anpassungsfähigkeit an unterschiedliche Tische setzt sich auch innerhalb des Spielgeschehens fort. Im Gegensatz zu vielen auf einzelne Schuss- und Passtechniken spezialisierte Spieler der Masterklasse ist Collignon auch hier Universalist und beherrscht praktisch alle Schüsse und Kombinationen auf höchstem Niveau. Den sog. Jet spielte er bis 2009 allerdings gar nicht. Nun nutzt Collignon ihn in Vorrundenspielen bzw. gegen vermeintlich schwächere Gegner. Als besondere Stärken wird neben einer sehr schnellen „Mittelreihe“ – hier kombiniert er in der Offensive den „Brush“ mit sehr hart gespielten Kantenpässen – zudem oft auf seine Fähigkeit hingewiesen, Spielzüge und Verteidigungsformen seiner Gegner in ungewöhnlich sicherem Maße zu antizipieren und zum eigenen Vorteil zu nutzen. Diese Fähigkeit zeigt sich insbesondere bei vergleichsweise reduzierten, jedoch extrem effektiven Bewegungsabläufen in der Verteidigung. Im Angriff variiert Collignon von der Feldmitte ausgehende spontane Kombinationen mit von Tempowechseln geprägten Dribblings über die gesamte Torbreite. Abgeschlossen wird oft durch aktives „öffnen“ kleiner Lücken nach sehr hart ausgeführten Täuschern. Weltweit einzigartig dürfte zudem die Häufigkeit und Präzision von Toren sein, die schräg durch kurzzeitig ruhende Abwehrpositionen erzielt werden. Seine Erfolge im Einzel, insbesondere auch in der Kategorie „Goalie War“ zeichnen ihn neben seiner Dominanz im Angriff klar als einen der weltweit besten Verteidiger aus. Unterstützung erfährt Collignons überlegenes Spiel durch permanent unauffällige Mimik und Körpersprache.
Im direkten Vergleich zu anderen Elitespielern tritt zudem seine Fähigkeit hervor, geblockte und andere „außer Kontrolle“ geratene Bälle seinerseits unter Kontrolle zu bringen.
Ein weiterer Vorteil Collignons gegenüber anderen Spielern wird auf seine mentale Stärke zurückgeführt, die es ihm erlaubt, in Matchball-Situationen Konzentration und Spielstärke noch einmal zu steigern oder auch Rückstände in Siege zu verwandeln. Diese Fähigkeit wird von anderen Beobachtern allerdings eher auf das sichere Bewusstsein für ein Leistungspotenzial gesehen, das auch in hochklassigen Begegnungen nur selten voll eingesetzt wird.
Als Basis all dieser Fähigkeiten wurde von Insidern insbesondere in den Aufstiegsjahren auf ein sehr hohes Trainingspensum hingewiesen. Unerwähnt bleiben sollte schließlich nicht, dass Collignon aufgrund seiner Ausnahmestellung zum gegenseitigen Vorteil in den letzten Jahren auf die weltweit besten Partner im Doppel und gemischten Doppel zurückgreifen konnte. Neben seiner Freundin Ingrid Hauben waren dies vor allem der Italiener Arturo Carletta, die deutschen Jamal Allalou und Sandra Ranff sowie die Amerikaner Todd Loffredo und Cindy Head.

## Rankings
Die internationale Dominanz Collignons sowie seine Anpassungsfähigkeit gegenüber verschiedenen Tischen ließ sich jahrelang durch einen Blick auf das Abschlussranking des Internationalen Tischfußballverbandes (ITSF) ablesen. Hier sammelte er zum Beispiel in der Saison 2008 in der offenen Einzelwertung mit 960 Punkten mehr als das Doppelte als der zweitplatzierte Pavol Kovacik (455). Auch im offenen Doppel führte er mit 980 Punkten souverän vor Robert Atha mit 690 Punkten (Stand: November 2008). Auch konnte er auf den Abschlussturnieren der ITSF-Serie seinen Ruf als weltweit bester Spieler untermauern, indem er diesen auf unterschiedlichen Tischen ausgetragenen Wettbewerb in den letzten vier Jahren in Folge gewann. Im amerikanischen Computerrating der Website foosworld.com lag Collignon im Jahr 2008 knapp hinter dem besten Spieler Billy Pappas auf Rang 2. Nächster Nicht-Amerikaner ist dort der Brite Robert Atha auf Platz 14. Das deutsche P4P-Einzelranking (Elo-wertung) führt Collignon mit der Rekordpunktzahl von 4043 Punkten souverän vor dem zweitplatzierten deutschen Marc Balic mit 3146 Punkten.

## Karriereende
Im Jahr 2012 konnte man einen starken Rückgang von Collignons Turnierteilnahmen feststellen. Eine Ausnahme stellten neben der Garlando WCS (Österreich) die Tornado World`s im September 2012 dar, auf der Collignon alle drei Hauptdisziplinen gewann. Am folgenden Tag postete er auf seiner Facebookseite den Einzeiler „That's it, i guess ...“ Dieser Satz wurde vielfach als offizielles Karriereende interpretiert. Im Dezember 2012 bestätigte Collignon in einem Interview auf francebabyfoot.com, er habe mit 90-prozentiger Sicherheit den Tischfußball hinter sich gelassen. Als Gründe führte er fehlende Ziele sowie mehr Zeit für sich und seine Familie an.

## Comeback
Nach einem Jahr ohne Turnierteilnahme trat Collignon im September 2013 auf der European Champions Cup der Champions League im Tischfußball mit seinem Team KMTV Hasselt und der Leonhart WCS in Medebach an. Neben den Wertungsdisziplinen OE und OD gewann er dort auch das Pro Doppel mit Billy Pappas, das Mixed mit Sandra Ranff sowie alle Spiele der Qualifikationen und des Nationen-Cups und er gewann die ECC nachdem er die Erstauflage 2012 mit einer Niederlage gegen die KGB Hannover im Finale beendet hatte. Man spekuliert, dass dies der Anlass dieses Comebacks war.
Deutsche Meisterschaften in Bonn am 25. Oktober 2013:
Platz 1: Offenes Doppel
Platz 1: Pro D.Y.P.
Platz 1: Mixed
Platz 1: Offenes Einzel
2018 nahm er an der P4P Weltmeisterschaft in Berlin teil und stellte nach 5 Jahren Abwesenheit seine Dominanz bei P4P zur Schau. Das Einzel gewann er ohne eine einzige Niederlage im gesamten Turnierverlauf. Das Doppel gewann er mit Partner Sandro Aeberhard ebenso.